# CatSper
Der CatSper-Kanal (Abkürzung für: Cation Channel of Sperm) ist ein spannungsgesteuerter Ionenkanal in Spermien.

## Struktur
Der CatSper-Komplex besteht aus mehreren Untereinheiten. Vier porenformende Untereinheiten (CatSper 1–4) werden durch mehrere akzessorische Untereinheiten im Kanalkomplex ergänzt, darunter CatSper β, CatSper γ, CatSper δ, CatSper ζ sowie CatSper ε und weitere.

## Funktion
Eine Aktivierung von CatSper löst charakteristische Ca2+-Antworten in Spermien aus, durch die das Spermienverhalten beeinflusst wird. Experimente mit genetisch veränderten Mäusen haben gezeigt, dass CatSper eine herausgehobene Stellung in der Steuerung des Spermienverhaltens einnimmt: Fehlt den Spermien bereits eine der porenformenden Untereinheiten oder CatSper δ, sind die männlichen Mäuse unfruchtbar. Ohne funktionierende CatSper-Kanäle wird in den Spermien die Hyperaktivierung nicht ausgelöst, ein Schwimmverhalten, bei dem durch kraftvolle asymmetrische Schläge mit dem Flagellum zum Beispiel die Eihülle überwunden wird – die Spermien der Männchen gelangen dann nicht zur Eizelle und scheitern folglich an der Befruchtung.
Mehrere Fallstudien zeigen, dass CatSper diese für die Befruchtung entscheidende Rolle auch in menschlichen Spermien übernimmt, in denen CatSper zudem als wichtiger Sensor für Hormone in der Eileiterflüssigkeit dient, insbesondere Progesteron und Prostaglandine. Indem die Rolle von CatSper für die menschliche Fortpflanzung schrittweise durch die Grundlagenforschung enträtselt wurde, begann auch die Wahrnehmung der CatSper-Fehlfunktion als medizinischer Grund für männliche Unfruchtbarkeit und ungewollte Kinderlosigkeit. Die Weltgesundheitsorganisation WHO lässt mit der Neuauflage des Laborhandbuchs für Samenanalysen die Entwicklung neuer diagnostischer Verfahren zur Detektion dieser CatSper-Fehlfunktionen in naher Zukunft vorausahnen, um den CatSper-Status im Vorfeld reproduktionsmedizinsicher Behandlungen für ein optimiertes Therapiedesign untersuchen zu können.

## Beeinflussung von CatSper durch Endokrine Disrupturen
CatSper in menschlichen Spermien wurde in Laborexperimenten als molekulares Ziel für hormonell aktive Chemikalien identifiziert, sogenannte Endokrine Disruptoren: Eine Vielzahl von Chemikalien imitierte dabei die Wirkung natürlicher Hormone und aktivierte den Kanal, löste Ca2+-Antworten in den Spermien aus und beeinflusste ihr Schwimmverhalten. Bemerkenswert war dabei, dass mehrere Chemikalien in den Laborexperimenten in Konzentrationsbereichen wirksam waren, die bereits in menschlichen Körperflüssigkeiten nachgewiesen werden konnten. Einzelne hormonell wirksame Chemikalien kooperieren darüber hinaus bei der Aktivierung von CatSper. Inwieweit sich diese Laborergebnisse auf die menschliche Befruchtung in vivo übertragen lassen, wird noch untersucht.